# Diplomacy
Diplomacy és un joc de tauler d'estratègia creat per Allan B. Calhamer el 1954 i publicat comercialment el 1959.
Les principals diferències amb altres jocs de guerra són les fases de negociació (els jugadors utilitzen bona part del temps formant i traint aliances amb altres jugadors i creant estratègies que els beneficien), l'absència d'atzar, i els moviments simultanis dels jugadors.
A les fases de negociació o diplomàcia, els jugadors intenten formar aliances per mitjà de promeses de col·laboració, que no estan obligats a complir. Les promeses, mitges veritats, mentides i traïcions són determinants per a l'evolució del joc. La paradoxa del joc és que cap jugador pot guanyar sense l'ajuda dels altres. Cal formar aliances, refiar-se dels altres, i saber quan és el moment adequat per trair-los.
El tauler se situa al mapa d'Europa abans de la Primera Guerra Mundial. Al joc hi participen set jugadors, cadascun controlant les forces d'una de les grans potències europees (Gran Bretanya, Rússia, Imperi Otomà, Àustria-Hongria, Itàlia, França), tot i que també és possible jugar amb menys jugadors. Cada jugador intenta moure les seves poques unitats inicials per vèncer les dels altres i ocupar la majoria de les ciutats i regions considerades centres de suport, que al seu torn li permetran d'obtenir noves unitats.
Diplomacy va ser el primer joc comercial que es va jugar per correu; només els escacs, que estan al domini públic, havien tingut un nombre considerable de partides jugades per correu postal. Diplomacy va ser també el primer joc comercial que va generar un hobby actiu amb fanzines d'aficionats. S'han fet també tornejos competitius de Diplomacy cara a cara des de la dècada de 1970. S'ha jugat de manera generalitzada al Diplomacy per correu electrònic des del final de la dècada de 1980.
El joc ha estat publicat als Estats Units per Games Research, Avalon Hill i Hasbro. El nom és actualment una marca registrada de la divisió Avalon Hill de Hasbro. Altres companyies han obtingut llicències per comercialitzar-lo a altres països. També es juga a Diplomacy a internet, ja sigui moderat per un humà o un programa.
En el seu catàleg, Avalon Hill publicitava Diplomacy com el joc preferit de John F. Kennedy i Henry Kissinger.

## Història
La idea del joc Diplomacy va sorgir de l'estudi d'Allan B. Calhamer a Harvard de la història europea del segle xix sota Sidney B. Fay, entre altres coses, i del seu estudi de la geografia política. El primer prototip del joc va ser creat el 1954, i els seus detalls es van acabar de desenvolupar a través de proves de joc fins al 1958 i amb les posteriors revisions del mapa i les regles. Després que les principals empreses del sector en rebutgessin la publicació, el 1959 Calhamer va pagar una tirada de 500 jocs de la primera versió. Des d'aleshores, ha estat publicat als Estats Units per Research Games (el 1961, seguida després d'una edició de 1971 amb un reglament revisat), Avalon Hill (el 1976), per la divisió Avalon Hill d'Hasbro (el 1999) i actualment per Wizards of the Coast (el 2008). Les versions que es venen fora dels Estats Units estan editades per altres editors de jocs de tauler; entre d'altres, Parker Brothers, Waddingtons Games, Gibsons Games, Asmodée Editions, i la desapareguda Joc Internacional.

## Descripció general

Tauler de Diplomacy amb les províncies, els mars, les fronteres inicials, i els centres de suport.

El tauler és un mapa d'Europa i part de l'Orient Mitjà i Àfrica del Nord, just abans de la Primera Guerra Mundial. Hi ha set grans potències en joc: Àustria-Hongria,  Gran Bretanya, França, Alemanya,  Itàlia, Rússia, i Turquia.
El mapa té 76 regions, de les quals 56 són de terra i 19 de mar. 42 de les regions de terra estan dividides entre les set potències (que en total contenen 22 centres de suport). Les altres 14 regions de terra (que contenen 12 centres de suport) són neutrals a l'inici del joc.
Hi ha 14 regions sense accés al mar (que contenen 7 centres de suport), només són accessibles per als exèrcits però no per a les flotes. Les 19 regions de mar només són accessibles per a les flotes. La interacció entre flotes i exèrcits es fa a les regions de costa.
Hi ha 34 regions de terra que contenen centres de suport, corresponents als principals centres de la indústria o el comerç (per exemple "Viena", "Roma"); 22 d'aquests són dins de les grans potències, i es coneixen com a centres de suport originals (en l'original anglès home-centers). Els altres 12 centres són en províncies neutrals a l'inici del joc. El nombre de centres de suport controlats per cada jugador determina el nombre total d'unitats (exèrcits o flotes) que un jugador pot tenir en el tauler, i quan els jugadors guanyen o perden control de diferents centres, poden construir o han de destruir unitats en conseqüència.
Els jugadors comencen el joc amb 3 centres i 3 unitats, excepte Rússia que comença amb 4 centres i 4 unitats. Hi ha 5 jugadors que comencen el joc amb dos exèrcits i una flota, Gran Bretanya comença amb dues flotes i un exèrcit, i Rússia comença amb dos exèrcits i dues flotes.
En un moment donat només una sola unitat pot ocupar una regió del mapa. L'ajustament del nombre d'unitats i de centres controlats es fa després de cada dues jugades (després de la jugada de tardor: en el joc, cada any té dos jugades: la de primavera i la de tardor). Al començament del joc, els dotze centres neutrals són generalment capturats en els primers moviments. Després de captura de tots els centres de suport, el joc esdevé un joc de suma nul·la, amb una dinàmica on el guany d'un jugador implica la pèrdua per part d'un rival.

## Comparació amb altres jocs de guerra[2]
El Diplomacy es diferencia de la majoria dels jocs de guerra per:
- Les fases de negociació. La interacció social i habilitats interpersonals constitueixen una part essencial del joc.
- L'absència d'atzar. La resolució dels moviments no conté cap element d'atzar.
- El moviment de les unitats és simultani, no basat en torns alterns. Tots els jugadors escriuen en secret els seus moviments després del període de negociació, i després tots els moviments es revelen i es posen en pràctica simultàniament.
- Les regles per simular el combat són estratègiques, abstractes i simples. L'objectiu del joc és la simulació diplomàtica, no militar.
- El joc està ben adaptat per a jugar per correu postal, i té un nucli actiu d'aficionats.
- El joc és encara un dels pocs jocs de taula que es juga activament a la xarxa (sigui per correu electrònic, sigui per web).

## Funcionament del joc[9]
El joc avança per fases, començant la primavera de 1901. Cada any té aquestes fases, precedides cada una d'una fase de negociació:
- Moviments de primavera
- Retirades de primavera, de les unitats desplaçades a la fase anterior
- Moviments de tardor
- Retirades de tardor, de les unitats desplaçades a la fase anterior
- Ajustament d'hivern: es creen noves unitats o se'n destrueixen segons el nombre de centres de cada jugador.

### Versions oficials per a menys de set jugadors
Segons la versió oficial de les regles, en partides de menys jugadors es tenen en compte les següents variacions:
- Sis Jugadors. Cal eliminar Itàlia. Les unitats italianes mantenen en la seva posició i es defensen, però no cooperen. Les unitats de qualsevol jugador poden donar suport a la seva ordre de mantenir la posició. Si les unitats italianes es veuen obligades a retirar-se, s'eliminen del joc.
- Cinc Jugadors. Cal eliminar Itàlia i Alemanya, i el joc prossegueix com en el cas de sis jugadors.
- Quatre jugadors. Un jugador juga amb Anglaterra, i els altres tres juguen amb les següents parelles de països: Àustria-França, Alemanya-Turquia, i Itàlia-Rússia.
- Tres jugadors. Un jugador controla Anglaterra-Alemanya-Àustria; el segon, Rússia-Itàlia; i el tercer, França-Turquia. O bé un jugador juga mb Anglaterra-Àustria; el segon amb França-Rússia; l'últim amb Alemanya-Turquia, i Itàlia no juga (seguint les regles per a 6 jugadors).
- Tres jugadors (alternativa).[10] Una persona representa Rússia, mentre que els altres dos controlen Anglaterra-França-Alemanya i Àustria-Itàlia-Turquia.
- Dos Jugadors. Aquesta versió es pot jugar com una simulació de la Primera Guerra Mundial. Un jugador controla Anglaterra-França-Rússia, mentre que l'altra representa Àustria-Alemanya-Turquia. Itàlia és neutral i no es pot entrar en territori italià. El joc comença el 1914. Abans dels ajustos de tardor de 1914, cal llançar una moneda. Itàlia s'uneix al guanyador del sorteig a la primavera de 1915. Guanya el primer jugador que controli 24 centres de suport de victòries. Aquesta versió també és recomanable perquè els jugadors nous aprenguin les regles.

En els jocs per a 2, 3 o 4 jugadors, la propietat dels centres de suport es calcula per a cada país, encara que la mateixa persona controli més d'un país. De la mateixa manera que amb les regles normals, els ajustaments s'han de fer per cada país d'acord amb el seu control de centres de suport.

### Colonial Diplomacy
Ambientat a Àsia a finals del segle xix, gran part del tauler està controlat per diverses potències colonials: el Regne Unit, l'Imperi Rus, l'Imperi Japonès, els Països Baixos, l'Imperi Otomà, la Xina i França. El joc presenta tres característiques especials:
- El ferrocarril Transsiberià s'estén a través de Rússia des de Moscou a Vladivostok. Rússia (i no cap altra potència) pot utilitzar el ferrocarril per moure exèrcits en qualsevol lloc al llarg de la via fèrria. Els exèrcits russos poden moure's a través d'altres exèrcits russos, però els exèrcits estrangers poden bloquejar el pas dels exèrcits russos a través del transsiberià.
- El Canal de Suez és l'única manera de moure's entre el Mar Roig i el Mar Mediterrani. L'ús del Canal de Suez està controlat per qui té el control d'Egipte. L'ús del Canal de Suez augmenta en importància més endavant en el joc, quan l'expansió es fa alhora més important i més difícil.
- El control de Hong Kong compta com un centre de suport per a qualsevol país, excepte per a la Xina.

Es va utilitzar aquest mapa com a base del mapa d'expansió d'Imperial Àsia.

#### Hundred
Hundred és un mapa d'Andy D. Schwarz basat en la Guerra dels Cent Anys. Fou creat el 1996 i publicat per Stupendous Games el 2000.

#### Ard-Rí
Ard-Rí és un mapa de Stuart John Bernard basat en la Irlanda pre-cristiana (encara que inclou anacrònicament vikings), creat el 1998 i publicat per Stupendous Games el 2000.

#### Classical
Classical és un mapa d'Andy D. Schwarz i Vincent Mous basat en el món antic després de la mort d'Alexandre el Gran, creat el 1998 i publicat per Stupendous Games el 2000.

### Variants no comercials deDiplomacy
Existeix una àmplia gamma d'altres variants del Diplomacy que no s'han publicat comercialment. Algunes variants canvien l'ambientació (situant el joc, per exemple, en el món antic o el Renaixement), utilitzant mapes i regles noves, mentre que d'altres simplement varien el joc original, com la variant de la flota de Roma, que substitueix l'exèrcit inicial de Roma per una flota. Un dels variants no comercials més rellevant és la Youngstown, una extensió del mapa normal que inclou Àsia i les colònies asiàtiques. Per exemple, a més dels centres per a la llar habituals, França comença amb una flota a Saigon (a la Cotxinxina), i s'hi afegeixen tres noves potències (Índia, Xina i Japó), mentre que les potències sense colònies històriques a Àsia rebent més centres de suport originals. El nom de la variant prové de la ciutat de Youngstown (Ohio), on es va inventar.

## Dipgame
Dipgame és una pàgina web que ens permet jugar a Diplomacy en línia. És una testbed. L'han creat al IIIA-CSIC a Barcelona. Els jugadors registrats poden jugar negociant contra bots o altres persones.
Aquesta pàgina ha estat desenvolupada per a donar suport a la recerca en intel·ligència artificial. Fou, l'any 2009, l'única aplicació que permet jugar a Diplomacy contra bots negociant.
Trust és una mesura de confiança. La confiança depèn del temps, del nombre d'experiències, de la importància d'aquestes experiències.